# جی‌ای کپیتال

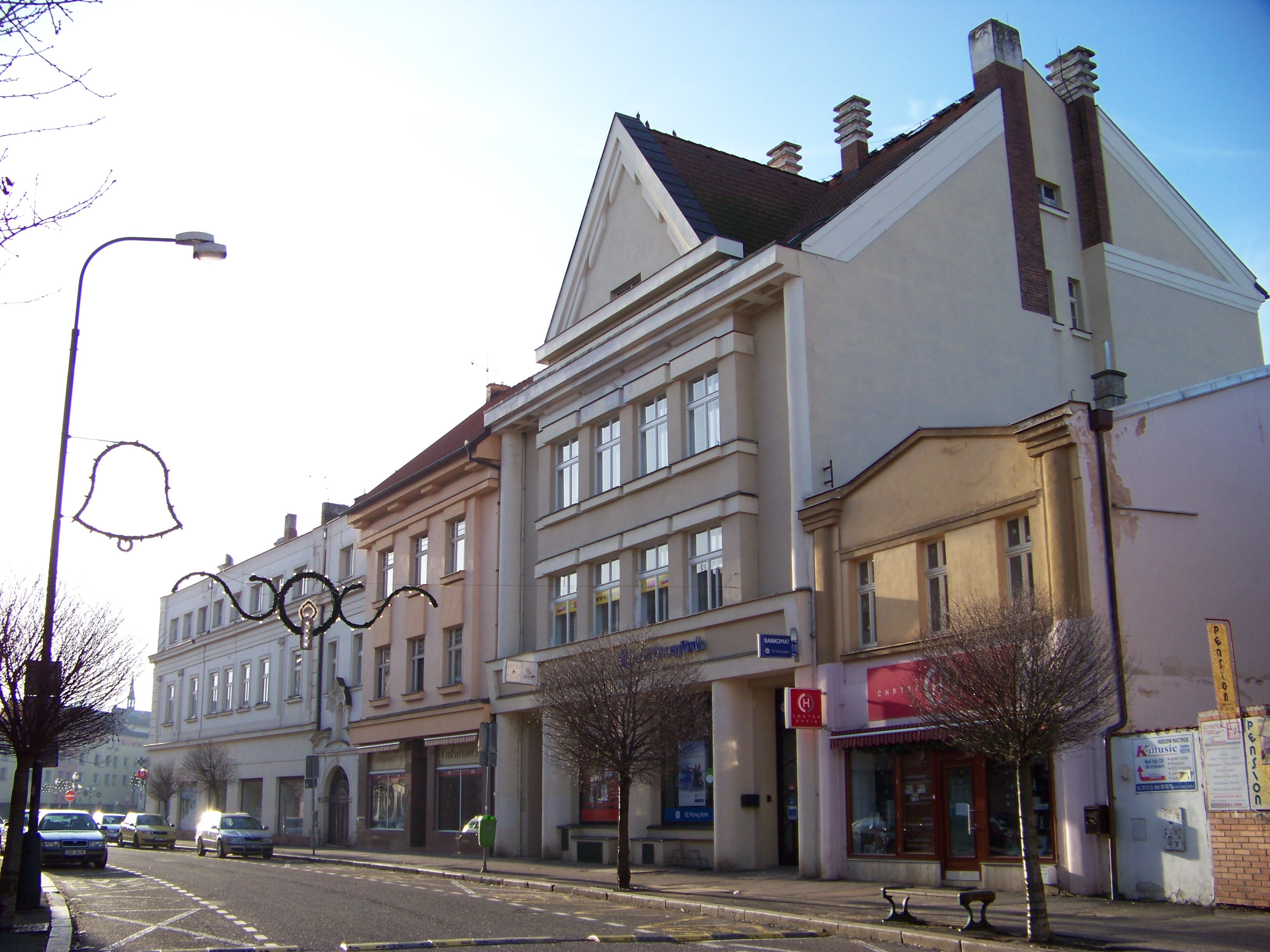
شعبه جی‌ای کپیتال در نیمبورک، جمهوری چک

جی‌ای کپیتال (به انگلیسی: GE Capital) شرکت خدمات مالی آمریکایی بود، که به‌عنوان بازوی ارائه خدمات مالی جنرال الکتریک فعالیت می‌نمود. خدمات این شرکت در زمینه سرمایه‌گذاری و اعطای وام در ۵ بخش اصلی متمرکز بوده که شامل: ارتباطات، بهداشت و درمان، هوانوردی، رسانه‌های گروهی، املاک و مستغلات بود.
شرکت جی‌ای کپیتال در سال ۱۹۹۵ توسط جنرال الکتریک راه‌اندازی شد و دارای عملیات در ۵۵ کشور جهان بود. دفتر مرکزی این شرکت در شهر نورواک، کنتیکت، ایالات متحده آمریکا قرار داشت. دارایی‌های این شرکت از ۲۰۱۴ تا ۲۰۲۱ واگذار شدند که از آن جمله می‌توان به سینکرونی فایننشل اشاره کرد. تنها یک بخش از دارایی‌های آن به‌نام جی‌ای انرژی فایننشل سرویسز نیز به جی‌ای ورنووا رسید و بدین ترتیب در مارس ۲۰۲۴ منحل گردید.